# Palazzo Caravita di Sirignano

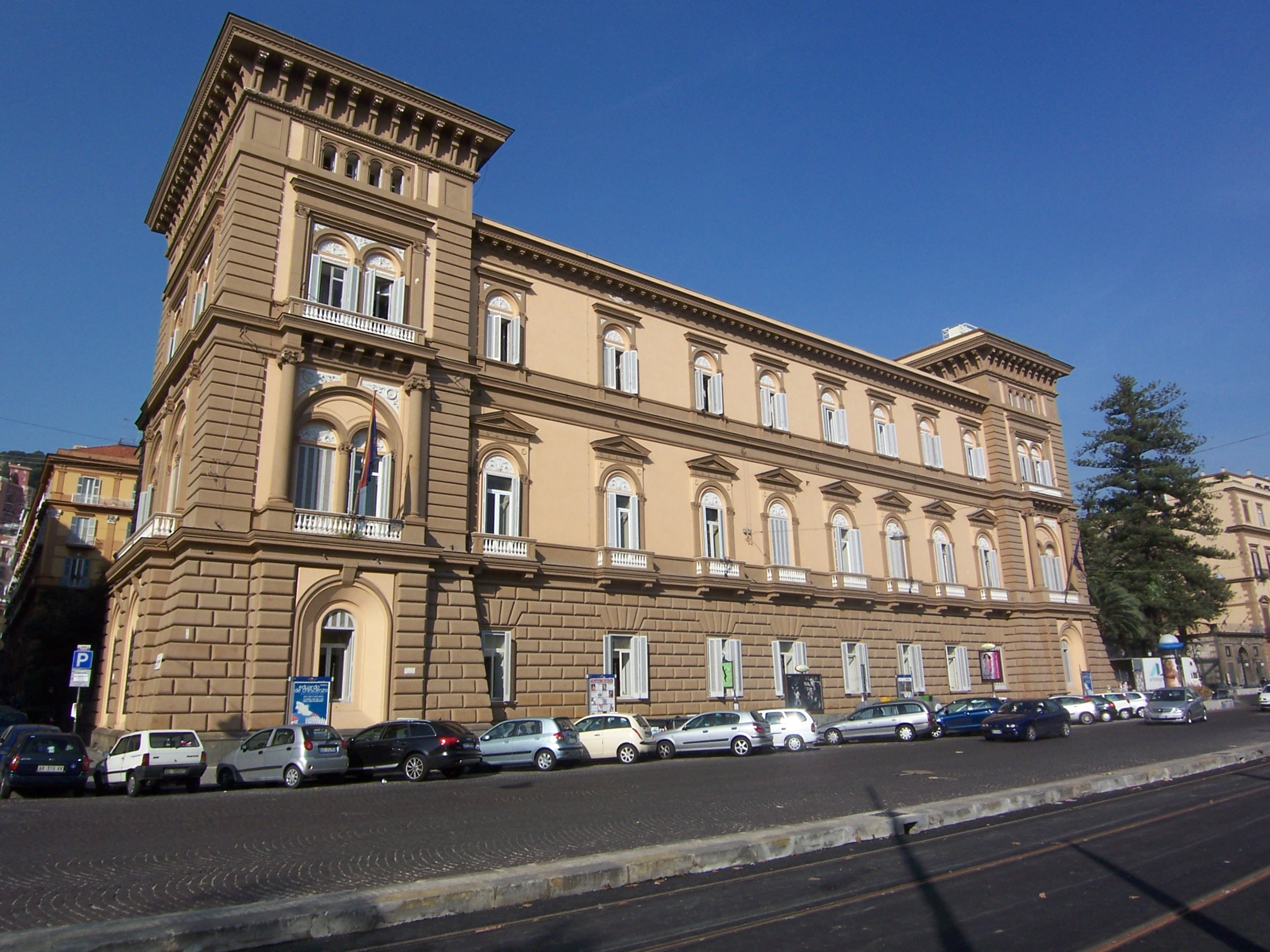
Palazzo Caravita di Sirignano in Neapel

Der Palazzo Caravita di Sirignano ist ein Palast aus dem 16. Jahrhundert im Viertel Chiaia von Neapel in der italienischen Region Kampanien. Er liegt in der Via Rione Sirignano, 4.

## Geschichte
Der Palast war das erste Gebäude, das an der Riviera di Chiaia errichtet wurde, und zwar im 16. Jahrhundert auf Geheiß des Markgrafen von Valle Siciliana, Hernando de Alarcón, eines spanischen Generals in Diensten des Kaisers Karl V., der großen Reichtum und hohe Ehren erlangte und außerdem vermutlich der Geliebte der Königin Johanna von Aragón war. Aus dieser Zeit stammt der älteste Teil des Palastes, der Aussichtsturm an der Ostecke. Der Palast wurde im Laufe des 17. Jahrhunderts mit der Ausschmückung der Zimmer fertiggestellt.

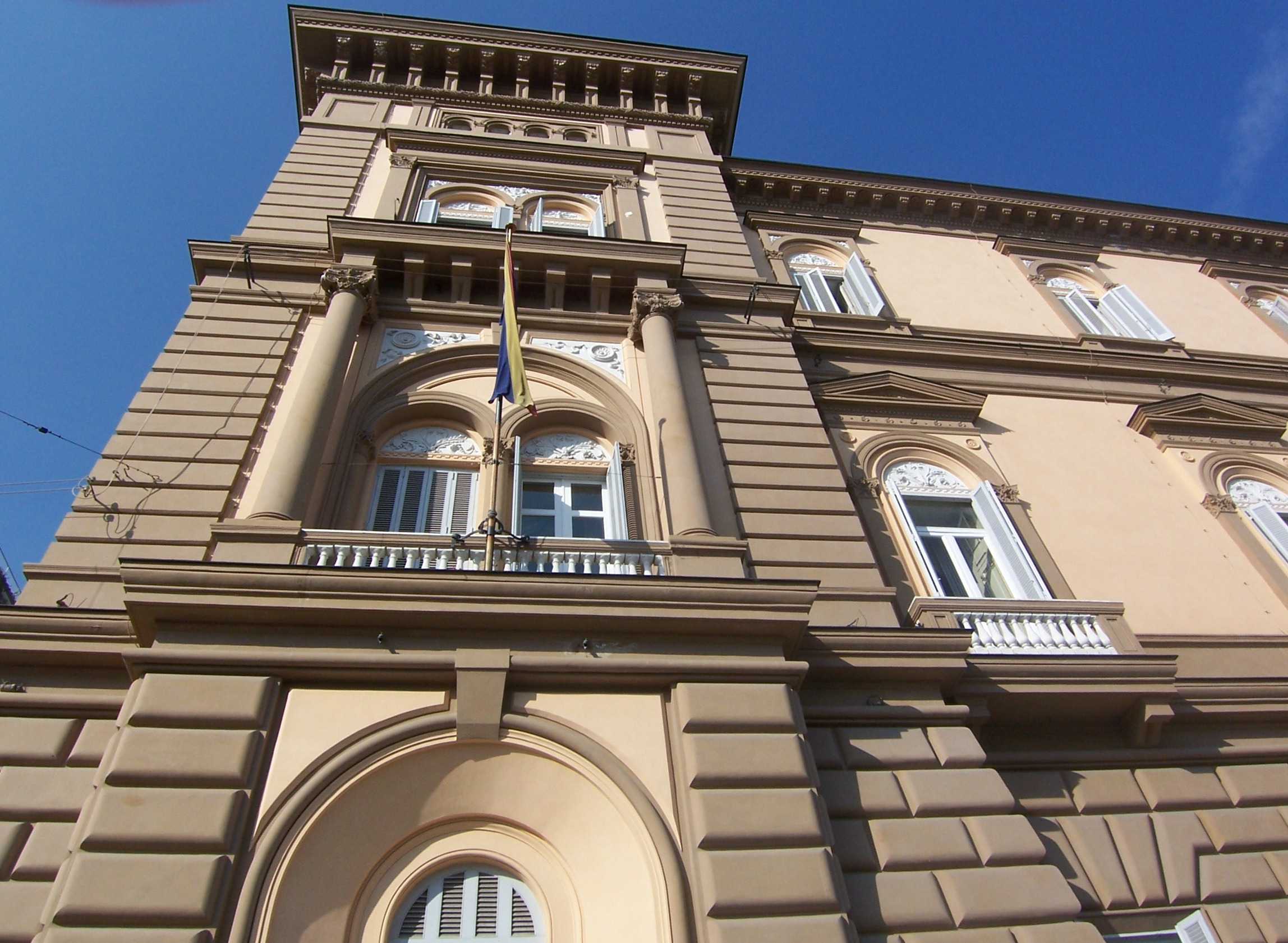
Detail eines Turms des Palastes

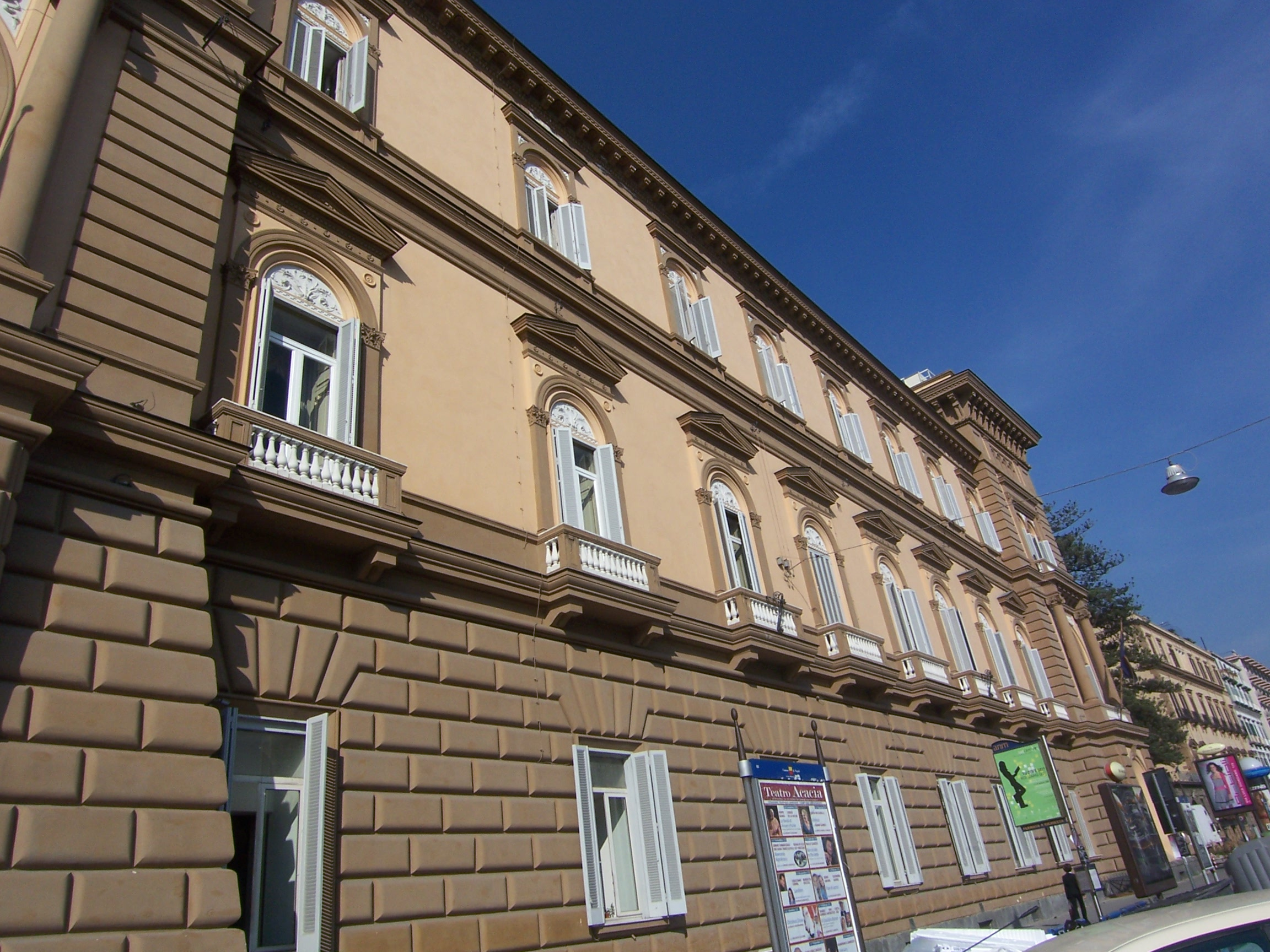
Detail der Fassade

Nach der Heirat von Beatrice Alarcón y Mendoza, Markgräfin des Valle Siciliana, mit Giuseppe Caracciolo, 4. Prinz von Torella, fiel der Palast an die Familie Caracciolo di Torella. 1815 ließ Antonio Annito ihn vollständig renovieren, 1838 wurde er an Prinz Leopoldo di Borbone-Due Sicilie, Graf von Syrakus, der für seine liberalen Ideen bekannt war, verkauft. Dieser beauftragte den Architekten Fausto Niccolini mit der Modernisierung des Palastes, der zu einem Treffpunkt neapolitanischer Adliger mit progressiven Tendenzen werden sollte. Angeschlossen an das Anwesen war damals ein etwa 14.000 m² großer Park, in dem ein kleines Theater gebaut wurde, wo der Graf von Syrakus Theaterstücke und andere Aufführungen organisierte.
Nach 1860 kaufte der Baron Luigi Compagna das Gebäude; er nutzte es bis etwa 1885 als Familienresidenz. Dann verkaufte es sein Sohn, der Senator Francesco Compagna, an den Prinzen Giuseppe Caravita di Sirignano, der es unter Federführung des Bauingenieurs Ettore Vitale umbauen ließ, wobei es einen zweiten, angeschrägten Turm erhielt, symmetrisch zum alten Turm. Außerdem ließ er die Innenräume von bekannten Künstlern der damaligen Zeit wie Ignazio Perricci und den Brüdern Francesco und Vincenzo Jerace ausschmücken. Später teilte er den großen Park auf, um dort enorm große Gebäude errichten zu lassen.
1889 beherbergte der Palazzo Caravita di Sirignano die Società Napoletana degli Artisti (Museo Giuseppe Caravita Principe di Sirignano) und dort wohnten auch der Graf von Marzi, Placido de Sangro, der dem Museum der Floridiana die wertvolle Porzellansammlung stiftete, und ein Neffe des Kardinals Sisto Riario Sforza, der Herzog Nicola, in dessen Salons man die prächtigen Wandteppiche des Hauses Doria mit der Abbildung der Vier Jahreszeiten bewundern konnte.
2017 kaufte der neapolitanische Unternehmer Nunzio Colella, der Chef der Gruppo Capri, die die Marken Alcott und Gutteridge besitzt, den Palast, um ihn in ein Luxushotel umzubauen.

## Bilder der Innenräume

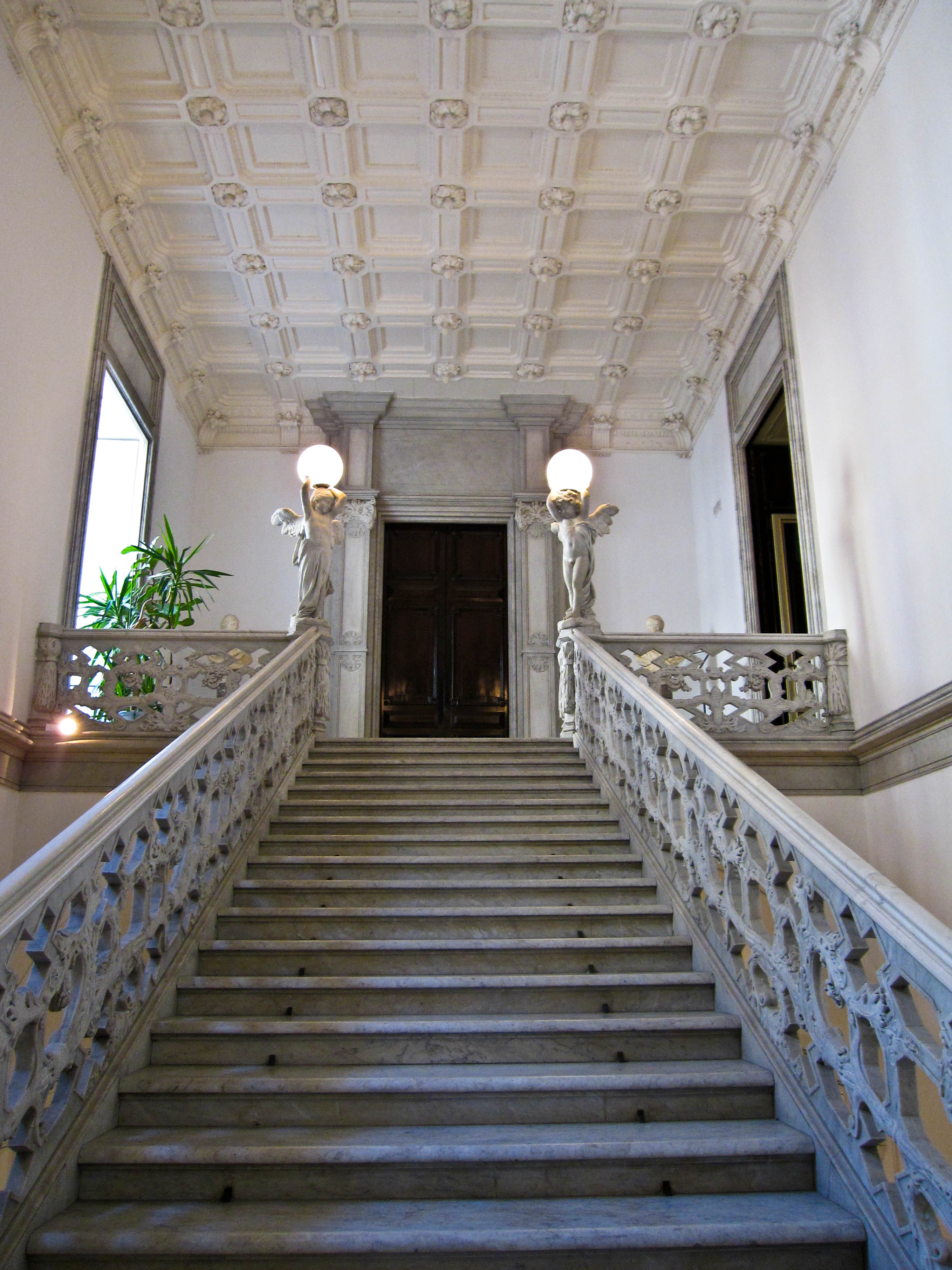
Repräsentationstreppe
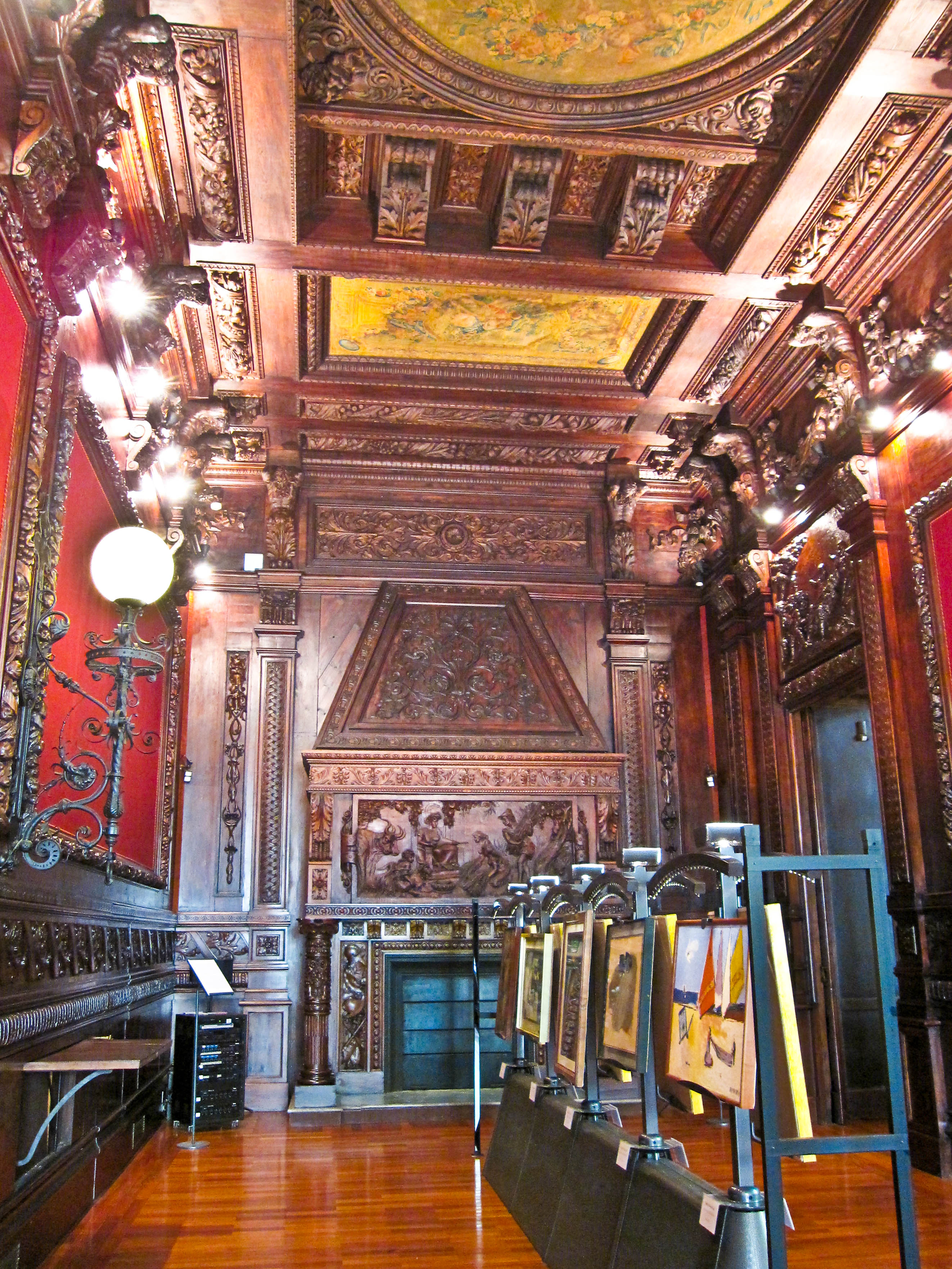
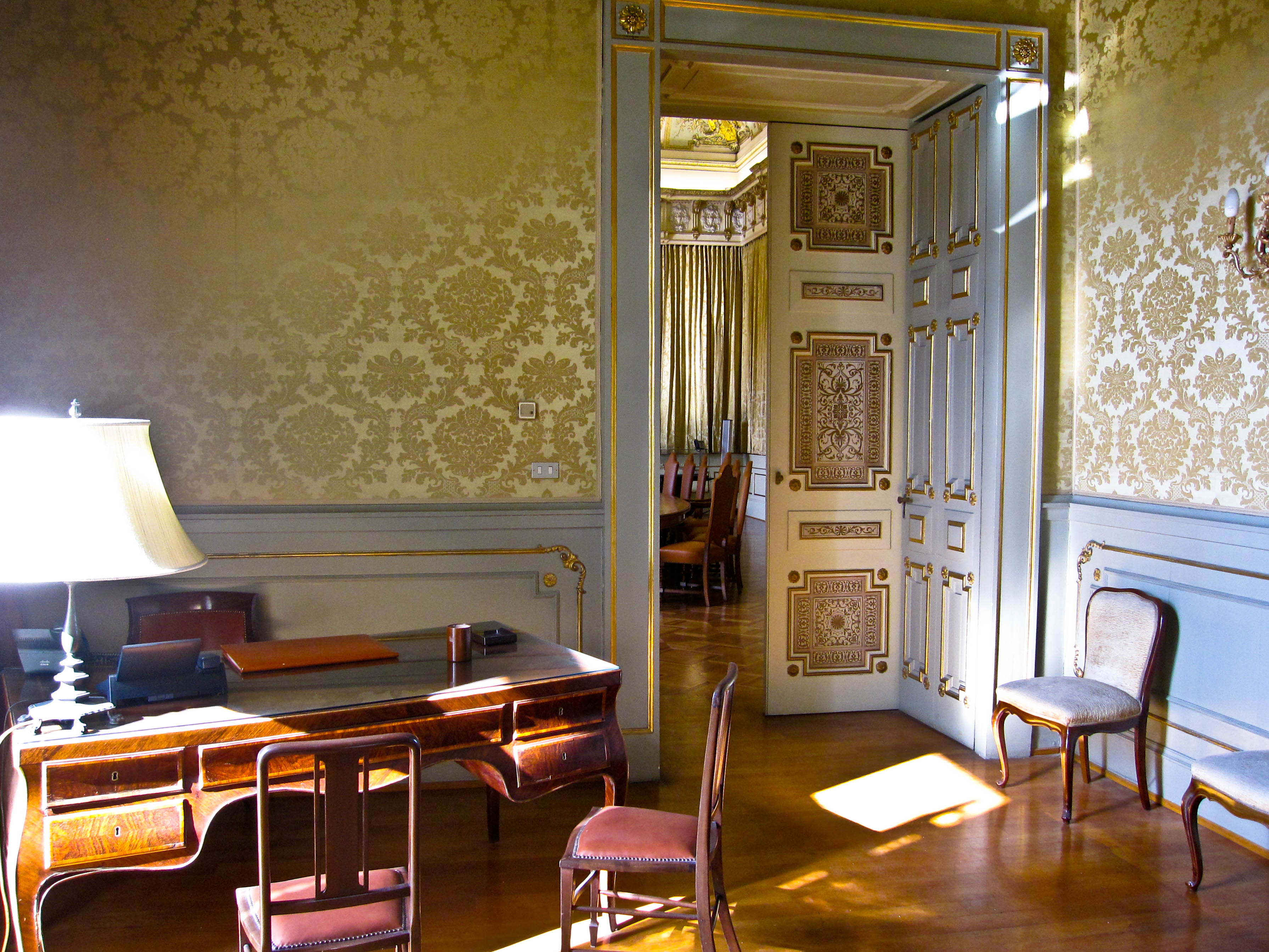
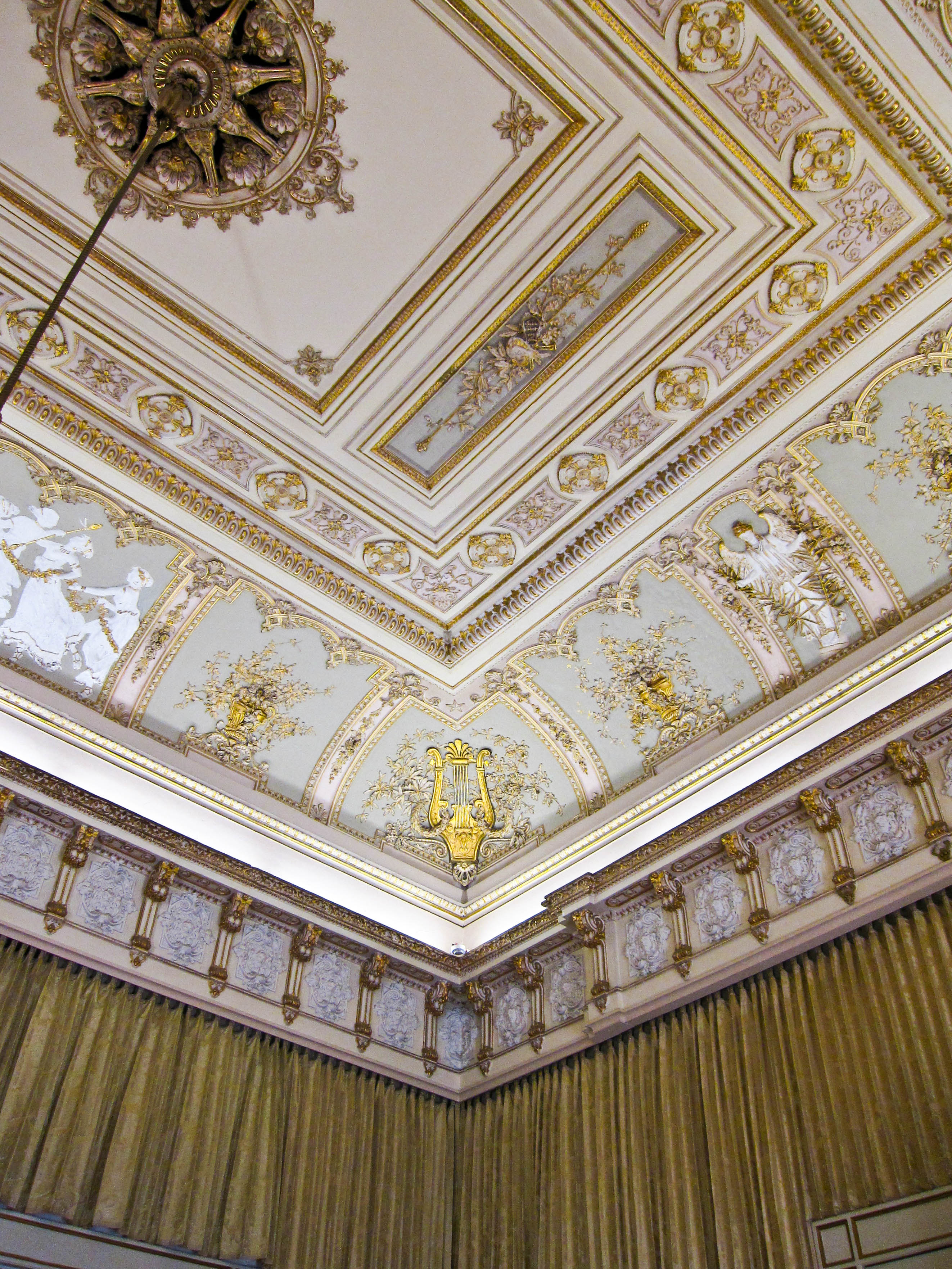
Detail der verzierten Decke in einem der Säle